# Pseudophorellia distincta
Pseudophorellia distincta är en tvåvingeart som beskrevs av Allen L.Norrbom 2006. Pseudophorellia distincta ingår i släktet Pseudophorellia och familjen borrflugor.
Artens utbredningsområde är Colombia. Inga underarter finns listade i Catalogue of Life.